# Fortune (revista)
Fortune es una revista global de negocios publicada por Time Inc. y fundada por Henry Luce en 1930. El negocio editorial —integrado por Time, Life, Fortune, y Sports Illustrated— creció hasta convertirse en Time Warner. Posteriormente, AOL creció al adquirir Time Warner en 2000, cuando Time Warner era el mayor conglomerado mediático en el mundo. Los principales competidores de Fortune en la categoría de revistas de negocios en los Estados Unidos son Forbes y Bloomberg Businessweek. La revista es especialmente conocida por su lista anual de compañías por ganancias. CNNMoney.com es la sede en línea de Fortune además de otra revista llamada Money.

## Historia y organización
Fortune fue fundada por Henry Luce, cofundador de  Time, en febrero de 1930, cuatro meses después del colapso de Wall Street en 1929 que marcó el comienzo de la Gran Depresión. Briton Hadden, socio de Luce, no estaba muy emocionado sobre la idea —que originalmente se titularía Power—. Sin embargo, Luce continuó con el proyecto después de la muerte de Hadden el 27 de febrero de 1929 (probablemente de septicemia).
Luce escribió un memo a la mesa directiva de Time, Inc. en noviembre de 1929: «No seremos excesivamente optimistas. Reconoceremos que este declive en los negocios podría durar tanto como un año entero».
Las copias de esa primera impresión costaron un dólar cuando las del Sunday New York Times costaban solo 5 centavos de dólar. En el tiempo en el que las publicaciones de negocios eran un poco más que números y estadísticas impresas en blanco y negro, Fortune era de dimensiones exageradas (11”x14”), usaba un tipo de papel grueso y tenía una portada con arte impreso mediante un proceso especial. También fue reconocida por sus fotografías, que eran trabajo de Margaret Bourke-White y otros.  Walker Evans fue su editor de fotografía de 1945-1965.
Una leyenda urbana dice que el director de arte T.M. Clelland se burló de la portada de la primera impresión con el precio de un dólar debido a que nadie había decidido aún cuanto debería costar; la revista se había impreso antes de que alguien se diera cuenta de su valor y cuando las personas la vieron a la venta, pensaron que está realmente tenía contenido que valía la pena. De hecho, para recibir el primer número de 184 páginas ya había alrededor de 30 000 suscriptores.
Durante la Gran depresión, Fortune desarrollo una reputación por su consciencia social, las fotografías a color de Walker Evans y Margaret Bourke-White  además de un equipo de escritores entre los que se encontraban James Agee, Archibald MacLeish, John Kenneth Galbraith y Alfred Kazin, contratados específicamente por sus habilidades de redacción. Fortune se convirtió en un importante pilar del imperio Time/Life, propiedad de Luce, el cual creció hasta convertirse en Time Warner. Por muchos años Fortune fue publicada mensualmente, pero esto cambió a dos publicaciones en el mismo periodo en enero de 1978. La revista considera que su alcance se extiende a todo el campo de los negocios, incluyendo personas, tendencias, compañías e ideas que caracterizan los negocios modernos.
Marshall Loeb fue nombrado jefe de redacción en 1986 y declinó del puesto en mayo de 1994 al llegar a 65 años, edad de retiro obligado en Time Inc, para ser reemplazado por Walter Kiechel III, uno de los directores ejecutivos de la publicación. Durante su permanencia en la publicación, Loeb fue reconocido por expandir el enfoque tradicional de los negocios y economía agregando gráficas, diagramas y tablas.  Además de la redacción de artículos en temas tales como vida ejecutiva y problemáticas sociales relacionadas con el mundo de los negocios (efectividad de la educación pública y la falta de vivienda).
Mientras la circulación de revistas de negocios tuvo un declive desde 2000, Fortune afirma que su circulación se ha incrementado de 833,00 a 857,000 en ese periodo.
En octubre de 2009, como resultado del decremento en ganancias por publicidad y circulación, Fortune comenzó a publicar cada tres semanas en vez de cada dos.

## Listas deFortune
Una característica de Fortune es su publicación regular de listas investigadas, votadas por internet (líderes importantes del mundo) y de ranking. En el campo de los recursos humanos, por ejemplo, su lista Best Companies to Work For para trabajar es un benchmark —punto de comparación— de la industria. Sus listas más famosas hacen el ranking de compañías en función de sus ganancias brutas y el perfil de sus operaciones:
- Fortune 500
- Fortune 1000
- Fortune Global 500
- Fortune India 500
- 40 under 40
- Fortune Most Powerful Women Entrepreneurs